# روبرت وورد جونسون
روبرت وورد جونسون (بالإنجليزية: Robert Ward Johnson) (22 يوليو 1814 – 26 يوليو 1879) كان محاميًا ومزارعًا وسياسيًا أمريكيًا، شغل منصب السيناتور الأكبر عن ولاية أركنساس في مجلس شيوخ الولايات الكونفدرالية الأمريكية خلال الحرب الأهلية الأمريكية. كما مثل الولاية سابقًا في كل من مجلس النواب الأمريكي ومجلس الشيوخ الأمريكي.

## النشأة والتعليم
وُلد جونسون في بريدجتاون بولاية كنتاكي، وتلقى تعليمه في كلية سانت جوزيف، ثم درس القانون في جامعة ترانسيلفانيا. انتقل إلى أركنساس في ثلاثينيات القرن التاسع عشر، حيث بدأ حياته المهنية كمحامٍ، ثم أصبح لاحقًا مالكًا لمزارع واسعة وعُرف بتأييده القوي للعبودية.

## الحياة السياسية
دخل جونسون السياسة كعضو في الحزب الديمقراطي، وانتُخب لمجلس النواب الأمريكي عام 1846، ثم إلى مجلس الشيوخ الأمريكي عام 1853، حيث شغل منصب رئيس لجنة الإنفاق على الشؤون العسكرية.
بعد انفصال الولايات الجنوبية، انضم جونسون إلى الولايات الكونفدرالية الأمريكية، وكان عضوًا في الكونجرس المؤقت للكونفدرالية من 1861 حتى 1862، ثم انتُخب سيناتورًا عن أركنساس في مجلس شيوخ الكونفدرالية حتى نهاية الحرب.

## ما بعد الحرب والوفاة
بعد هزيمة الكونفدرالية، انسحب جونسون من الحياة السياسية وعاد إلى ممارسة المحاماة في ليتل روك بولاية أركنساس، حيث توفي في 26 يوليو 1879.

## وصلات خارجية
- السيرة الرسمية في دليل الكونغرس الأمريكي
- موسوعة أركنساس – روبرت وورد جونسون